# Anna Gawarecka
Anna Gawarecka (ur. 9 listopada 1963) – polska literaturoznawczyni, bohemistka, wicedyrektor Instytutu Filologii Słowiańskiej Uniwersytetu im. Adama Mickiewicza w Poznaniu, doktor habilitowany.

## Życiorys
W 1987 roku ukończyła studia na kierunku filologia polska na Uniwersytet im. Adama Mickiewicza w Poznaniu. W 1998 uzyskała stopień doktora, pracą pt. Świat artystyczny czeskiego dekadentyzmu (w kręgu „Moderní revue“), habilitację natomiast otrzymała w 2012 za książkę Margines i centrum. Od 2013 r. profesor mianowany (uniwersytecki) Uniwersytetu im. Adama Mickiewicza w Poznaniu.
W latach 1991–1993 oraz 1999-2003 lektorka języka polskiego na Uniwersytecie Masaryka w Brnie.
Zainteresowania naukowe: czeska literatura i kultura, modernizm, postmodernizm, imaginarium narodowe, geografia kulturowa, procesy umasowienia kultury, intersemiotyczność.

## Twórczość

### Książki
1. Wygnańcy ze światów minionych. O czeskich dekadentach, Poznań 2007.
2. Margines i centrum. Obecność form kultury popularnej w literaturze czeskiej dwudziestolecia międzywojennego, Poznań 2012.

### Współautorstwo
1. Slovník polskich spisovatelů, red. L. Štěpán, Praha 2000
2. O. Kolberg, Dzieła wszystkie, t. 59/II, Materiały do etnografii Słowian zachodnich i południowych, cz. 2. Czechy i Słowacja, red. E. Millerowa, Poznań 2001. (Opracowanie filologiczne pieśni)
3. R. Madecki, Hra protikladů v Macurově „vratislavské elegii”, w: Wrocław w Czechach – Czesi we Wrocławiu. Literatura – język – kultura, red. Z. Tarajło-Lipowska, J. Malicki, Wrocław 2003, s. 114–123.

### Redakcja
1. Wielkie mity narodowe Słowian. materiały do dyskusji panelowej towarzyszące konferencji „język, literatura i kultura Słowian dawniej i dziś III” Poznań 23 – 26 IX 1999, red. A. Gawarecka, A. Naumow, B. Zieliński, Poznań 1999.
2. Progi, pasaże, granice w kulturach słowiańskich, red. A. Gawarecka, M. Balowski, Poznań 2011.

### Tłumaczenia
1. Ivo Pospíšil (rec.), Slovensko-české vzt’ahy a súvislosti (Zborník prác z mezinárodnej vedeckej konferencie), red. Józef Hvišč, Bratislava 2000; Historické a kulturné zdroje slovensko-polských vzt’ahov, red. Józef Hvišč, Bratislava 2000, „Slavia Occidentalis” 2003, s. 155–157.
2. Ivo Pospíšil (rec.), Litteraria humanita X. Slavistika a balkanistika, red. Ivan Dorovský, Brno 2001; Ivan Dorovský, Studia balcanica et slavica, Brno 2001; Ivan Dorovský, Mickiewicz, Puškin a Balkán, Brno 2001, „Slavia Occidentalis” 2003, s. 157–158.
3. Ivo Pospíšil (rec.), Josef Vašica, Eseje a studie ze starší české literatury, red. Libor Pavera, Opava 2001; Libor Pavera, Josef Vašica (30. 8. 1884 – 11. 4. 1968) Pokus o portrét, Opava 2001, „Slavia Occidentalis” 2003, s. 167–169.
4. Viera Žemberová, Tendencje feministyczne w prozie słowackiej, w: Literatury słowiańskie po roku 1989. Nowe zjawiska, tendencje, perspektywy, t. 2, Feminizm, red, E. Kraskowska, Warszawa 2005, s. 63–71.
5. Pavel Janoušek, Przemiany atmosfery literackiej w epoce polistopadowej, czyli Kusejr, „Porównania” 2005, nr 2, s. 60–67.

### Recenzje
1. Dwie książki o surrealizmie: Alena Nadvorníková, K surrealismu, Praha 1998; Žoržeta Čolaková, Český surrealismus 30. let. Struktura básnického obrazu. Praha 1999, „Slavia Occidentalis” 2000, s. 282–284.
2. František Všetička, Dílna bratrí Čapků. Příspěvek k poetice jejich literární tvorby, Olomouc 1999, „Slavia Occidentalis” 2000, s. 284–285.
3. Brněnská polonica I, red. Ludvík Štěpán, Brno 1999, „Univerzitní noviny” 2000, nr 1. s. 54–55.
4. Peter Hrubý, Osudné iluze.Čeští spisovatelé a komunismus 1917-1987, Praha 2000, „Slavia Occidentalis” 2001, s. 246–248.
5. Hana Bednaříková, Česká dekadence. Kontext – text – interpretace, Brno 2000, „Slavia Occidentalis” 2001, s. 248–251.
6. Leszek Engelking, Surrealizm, underground, postmodernizm, „Slavia Occidentalis” 2003, s. 169–171.
7. Od poetiky poetyki dyskursu. Výbor z polské literární teorie 70. – 90. let XX století. Sestavil J. Travníček, přeložili M. Havránková, J. Travníček, P. Vidlák, Brno 2002, „Przestrzenie teorii” 2004, nr 3/4, s. 399–403.
8. Lubomír Machala, Literární bludiště. Bilance polistopadové prózy, Praha 2001, s. 241, „Porównania” 2005, nr 2, s. 96–101.
9. Agata Firlej, Czarny kruk. O Janie Skácelu i jego poezji, Poznań 2010, „Bohemistyka”[2] 2011, nr 2, s. 144–147.
10. Nowe spojrzenie na czeską prozę awangardową. Michał Stefański, Lekcja maszyny. Przypadki poezji czeskiej awangardy, Warszawa 2012, „Slavia Occidentalis. Litteraria” 2013, s. 173–175.
11. U źródeł czeskiej prozy feministycznej, Anna Car, Czeszki. Trajektorie tożsamości w prozie czeskich feministek, Kraków 2012, „Slavia Occidentalis. Litteraria” 2013, s. 175–178.
12. Czy warto dziś być niezadowolonym? „Kultura Współczesna. Teoria. Interpretacja. Praktyka”, 2(64) 2010, „Poznańskie Studia Slawistyczne”, nr 6, 2014, s. 343–349.
13. Patrycjusz Pająk, Groza po czesku. Przypadki literackie, Warszawa 2014, „Bohemistyka”[2] 2014, nr 3, s. 287–292.
14. Nie tylko Szwejk. Czeska literatura w perspektywie genderowej, Marcin Filipowicz, „Panowie, bądźmy Czechami, ale nikt nie musi o tym wiedzieć…” Wzorce czeskości w kulturze czeskiej XIX wieku, Kraków 2013, „Slavia Occidentalis. Litteraria” 2014, s. 191–195.
15. Historia – trauma – pamięć, Urszula Kowalska, „Tato noc nebude krátká...” Doświadczenie roku 1968 w czeskiej literaturze emigracyjnej, Wydawnictwo naukowe UAM, Poznań 2015, s. 348, „Slavia Occidentalis. Litteraria” 2015, s. 217–223.
16. Wojna – retoryka walki, red. Joanna Goszczyńska, Wydział polonistyki Uniwersytetu Warszawskiego, Warszawa 2015, ss.258, „Bohemistyka”[2] 2016, nr 1, s. 89–95.

### Wybrane artykuły
1. Sybir – stereotyp i rzeczywistość. Sposoby ukazania Syberii w polskich pamiętnikach zesłańczych z końca XIII i pierwszej połowy XIX w. w: II Kolokwium Slawistyczne Polsko- Bułgarskie, Poznań 1991, s. 63–76.
2. Technika „punktu widzenia” w powieści Vladimira Párala Kochankowie i mordercy (Milenci a vrazi), w: Język – literatura – kultura Słowian – dawniej i dziś, Poznań 1991, s. 73–90.
3. Polacy – Czesi, w: „Arkusz. Miesięcznik Kulturalny”, 1992 nr 10.
4. Hasło „sztuka dla sztuki” w czeskim dekadentyzmie, Plovdiv University „Paisii Hilendarski” – Bulgaria, Scientific Works, Vol. 36, Book 1, 1998 – Philology.
5. Utrpení knižete Sternenhocha Ladislava Klímy – problematyka gatunku, w: Język – literatura – kultura Słowian – dawniej i dziś II, red. J. Świdziński, Poznań 1999, s. 33–44.
6. Zawsze przez tłum znienawidzony – artysta i sztuka w oczach czeskich dekadentów, „Sborník prací Filozofické fakulty Masarykovy univerzity”, X3, 2001, s. 15–28.
7. Julius Zeyer – spóźniony romantyk czy predekadent?, w: Brněnská polonica I, red. L. Štěpán, Brno 1999, s. 69–82.
8. Ladislav Fuks a początki czeskiego postmodernizmu, w: Z małą ojczyzną w sercu. Księga pamiątkowa dedykowana Profesorowi Tadeuszowi Zdancewiczowi, red. M. Walczak-Mikołajczakowa, B. Zieliński, Poznań 2005, s. 117–130.
9. Fenomen: Michal Viewegh, „Slavia Occidentalis” 2005, s. 62–77.
10. Opowieść o kondycji człowieka ponowoczesnego w twórczości Jiřego Kratochvila, w: Literatury słowiańskie po roku 1989. Nowe zjawiska, tendencje, perspektywy, t. 3, Podmiotowość, red. B. Czapik-Lityńska, Warszawa 2005, s. 64–73.
11. Alternatywne światy Michala Ajvaza, w: Nasza środkowoeuropejska ars kombinatoria, red. L. Pieniążek-Marković, G. Rem, B. Zieliński, Poznań 2007, s. 221–232.
12. Degradacja legendy powstania praskiego w czeskiej literaturze emigracyjnej, w: Wielkie tematy kultury w literaturach słowiańskich VI, Slavica Vratislaviensia CXLIII, Wrocław 2007, s. 207–216
13. Mordýřská katovna aneb Peleš lotrovská – czyli Josef Váchal czyta powieść brukową, w: „Sborník prací Filozofické fakulty brněské univerzity”, V 11, Brno 2008, s. 25–46.
14. Budziciel wśród cyrkowców, czyli Eduarda Bassa gra z czeską popularną mitologią narodową, w: Odbicie ważnych wydarzeń historycznych w języku i literaturze czeskiej, red. M. Balowski, Poznań 2010, s. 153–171.
15. Non plus ultra nemravnosti, zlotřiloství a bláznovství – metaliteracki dyskurs Ladislava Klímy a twórczość trywialna, w: „Sborník prací Filozofické fakulty brněské univerzity”, V 13, Brno 2010, s. 91–112.
16. „Niewidzialne miasta” Michal Ajvaz czyta Italo Calvino, „Bohemistyka” 2012, nr 4, s. 267–279.
17. Ponowoczesny oniryzm, czyli Kratochvilowskie „życie snem”, w: Wielkie tematy kultury w literaturach słowiańskich, t. 10, Sen, „Slavica Vratislaviensia” CLV, Wrocław 2012, s. 363–372.
18. Był tylko wodą ten, który o tym opowiadał. Ponowoczesna obecność mitu w twórczości Miloša Urbana, w: Przestrzenne kody tekstów i narracyjne kody przestrzeni, red. B. Zieliński, Poznań 2013, s. 241–258.
19. Zagubiona tradycja. Powroty do kultury rycerskiej w literaturze czeskiej,w: Ethos rycerski w kulturze. Tradycje i kontynuacje, t. 1, W kręgu średniowiecza, red. T. Banaś-Korniak, B. Stuchlik-Surowiak, M. Komenda, Katowice 2017, s. 222–239.
20. Pamięć o wojnie – pamięć o młodości. Strategie wspominania w prozie Josefa Škvoreckiego i Oty Filipa, w: Słowiańska pamięć. Slavic Memory, red. K. Ćwiek-Rogalska, M. Filipowicz, Kraków 2017, s. 123–143.
21. Ukryta niezwykłość czy zatęchła atmosfera? Małe miasto w czeskiej literaturze międzywojennej, w: Szlakiem miast (nie)wyobrażonych. Kontekst słowiański, red. M. Baer, P. Borowiak, Poznań 2018, s. 11–30.
22. Mieszczki i buntowniczki – „męskie” postawy kobiet w czeskiej prozie psychologicznej okresu międzywojennego, w: Męskie światy w życiu kobiet. Literatura – historia – język, red. B. Walęciuk-Dejneka, Kraków 2018, s. 117–133.
23. Czy Czesi są narodem tchórzy? Josefa Škvoreckiego dyskusja z tradycją heroiczną, „Bohemistyka”, 2018, nr 4, s. 327–349.
24. Nie tylko knedliki. Czeska kuchnia jako przedmiot literackiej reprezentacji, „Acta Universitatis Wratislaviensis Slavica Wratislaviensia” 2018. nr 166, s. 19–29.
25. W hołdzie dla Diderota. Milan Kundera, Kubuś Fatalista i ich pan, „Poznańskie Studia Slawistyczne” 2018, t. 15, nr 15, s. 99–116, 2018.
26. W stronę cyrku, w stronę kina – czeska awangarda wobec ekspansji kultury masowej, w: Widzenie awangardy, red. Agata Stankowska, Marcin Telicki, Agata Lewandowska, Poznań, 2018, s. 111–125.
27. „Tak kończy się życie...” – tanatyczne fascynacje Ladislava Fuksa, w: Dialog z tradycją, t. 7, Dawna i współczesna kultura funeralna, red. Iwona Steczko, Renata Dźwigoł, Kraków, 2018, s. 367–382.
28. Między nekrofilią a objawieniem tajemnicy. Mortualne poszukiwania Ladislava Klímy, „Acta Universitatis Wratislaviensis Slavica Wratislaviensia”, 2019, tom 168, s. 275–287.